# Азоксисоединения

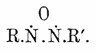
Общая формула азоксисоединений

Азоксисоединения — представляют переходную ступень при образовании азосоединений из нитросоединений и поэтому образуются путём аналогичных реакций восстановления последних и окисления первых, а равно и амидосоединений (см. Азобензол).
Они менее прочны по сравнению с азосоединениями и имеют более интенсивную окраску. При реакциях восстановления содержатся подобно азосоединениям. Интересно действие на них концентрированной H2SO4 при нагревании, сопровождающееся изомеризацией азоксисоединений в гидроксиазосоединения, причём атом кислорода азоксигруппы переходит к углеводородному остатку с образованием фенольной ОН-группы (например, 4-Гидроксиазобензол). Простейший представитель азоксисоединений, азоксибензол открыт Зининым, аналогично азобензолу, при восстановлении нитробензола спиртовым КOH; кроме указанных выше способов, он образуется также окислением β—фенилгидроксиламина кислородом воздуха в водном растворе; кристаллизуется в иглах светло-жёлтого цвета с температурой плавления 36°, легко растворимых в спирте и эфире и нерастворимых в воде.